# Yahoo! Japan
Yahoo! Japan Corporation (ヤフー株式会社?, Yafū Kabushiki-gaisha) è una società giapponese nata nel 1996 da una joint venture tra Yahoo! e SoftBank.

## Storia
Yahoo! e SoftBank hanno formato Yahoo! Japan nel gennaio 1996 per fondare il primo portale web in Giappone. Yahoo! Japan è partito il 1º aprile 1996.
Yahoo! Japan è stata quotata al JASDAQ nel novembre 1997. Nel gennaio 2000 è diventato il primo titolo della storia giapponese a essere venduto a più di 100¥ per azione. La società è stata quotata alla Borsa di Tokyo nel mese di ottobre 2003 ed è entrata a far parte dell'indice del mercato azionario Nikkei 225 nel 2005.
Dal 2010, il motore di ricerca di Yahoo! Japan è basato sulla tecnologia di ricerca di Google. In cambio, Google riceve i dati d'attività dell'utente da Yahoo! Japan.
Nel 2016, Verizon Communications ha annunciato l'acquisto del core asset di Yahoo!, Yahoo! Japan non avrà ripercussioni visto che è detenuto come una quota separata, e quindi rimarrà con Yahoo! Inc (poi Altaba) e SoftBank..
A seguito della vendita, Yahoo! Japan continua a utilizzare il nome Yahoo! sotto licenza Verizon Communications, l'attuale proprietario dei core assets di Yahoo!.
Dal 6 aprile 2022, la maggior parte dei servizi di Yahoo! Japan non è più disponibile nello spazio economico europeo e nel Regno Unito a causa degli alti costi necessari per il rispetto delle normative europee.

## Servizi

### Yahoo! Japan Mail
Yahoo! Japan Mail mantiene l'aspetto classico di Yahoo! Mail, ma rimane un servizio separato operato in Giappone.  Un altro cambiamento notevole è il limite di archiviazione di 10 GB, in contrasto con Yahoo! Mail di 1 TB di storage e la sua precedente offerta di storage illimitato.

### Yahoo! Japan GeoCities
GeoCities è ancora disponibile tramite Yahoo! Japan.

### GyaO
GyaO è un servizio di video on demand giapponese di Yahoo! Japan.
I programmi includono:
- Calimero (serie CGI 2014)
- Creamy Mami, l'Angelo Magico
- Intrigo nel Bakumatsu - Irohanihoheto
- Jormungand
- Kyorochan
- Musashi Gundoh
- Nyanpire
- Real Drive
- Il mondo delle uova d'oro